# Culicomorpha
Culicomorpha là một cận bộ của Nematocera. Nó bao gồm muỗi, ruồi đen, và một số họ còn tồn tại và tuyệt chủng.

## Phân loại
Các họ còn tồn tại
- Superfamily Culicoidea
  - Dixidae -meniscus midges
  - Corethrellidae -frog biting midges
  - Chaoboridae -phantom midges
  - Culicidae -mosquitoes
- Superfamily Chironomoidea
  - Thaumaleidae -solitary midges
  - Simuliidae -black flies and buffalo gnats
  - Ceratopogonidae -biting midges
  - Chironomidae -non-biting midges

Các họ tuyệt chủng
- Asiochaoboridae (Upper Jurassic)
- Architendipedidae (Upper Triassic)
- Protendipedidae (Middle Jurassic)
- Mesophantasmatidae (Middle Jurassic)

## Hình ảnh

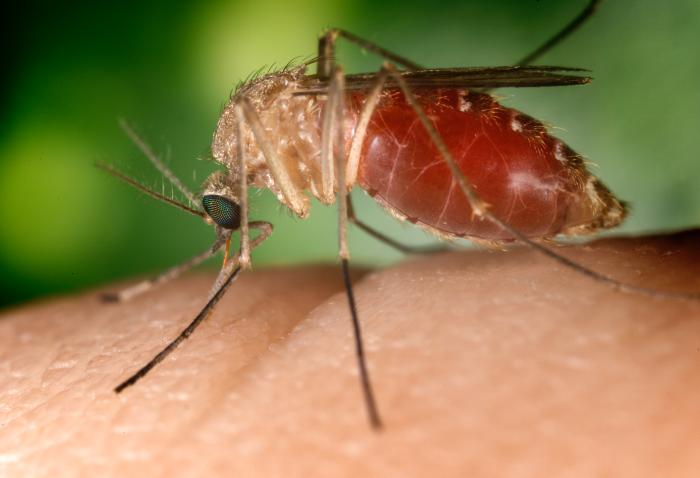
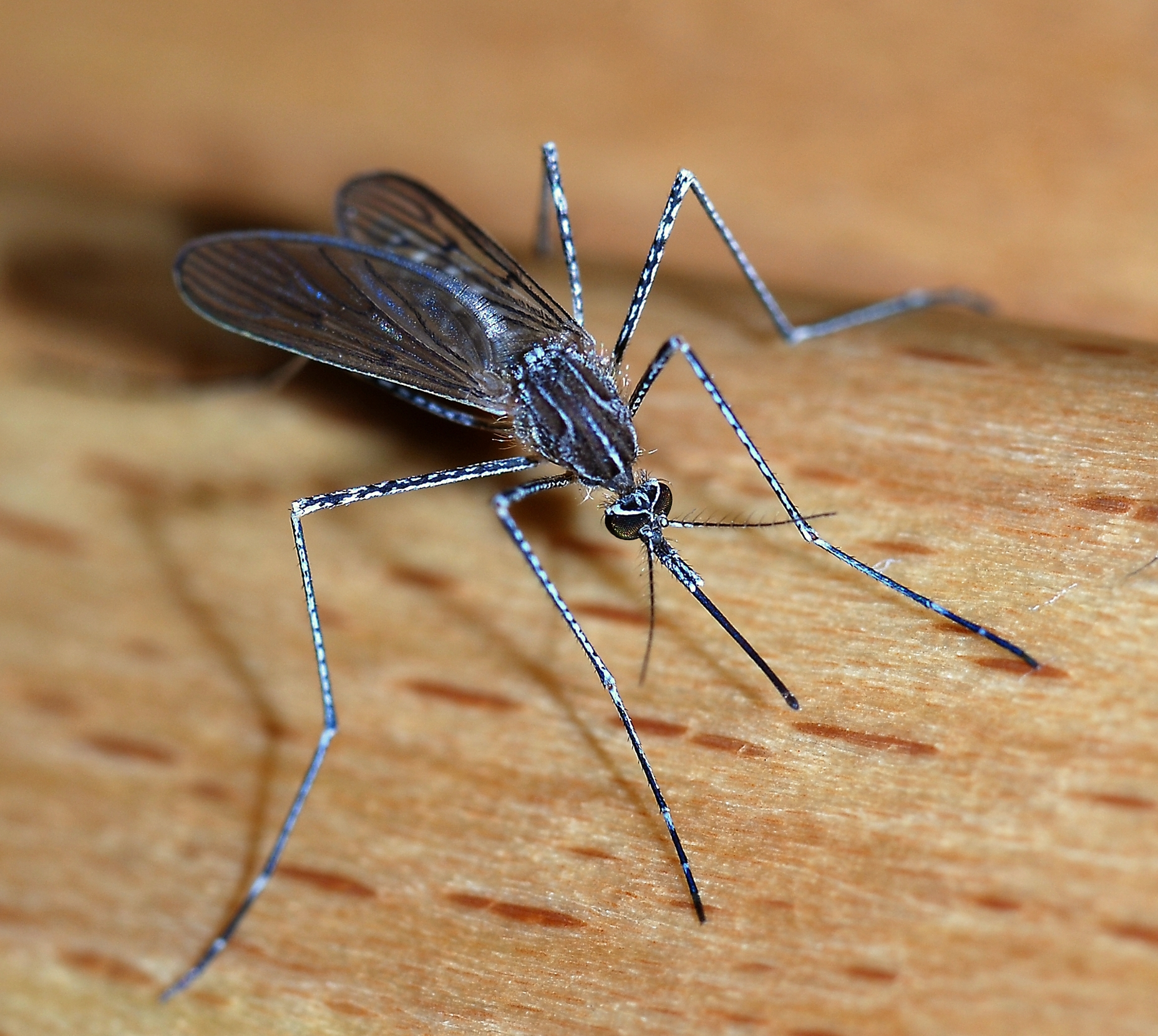